# Capela Sistina
A Capela Sistina (em latim: Sacellum Sixtinum; em italiano:  Cappella Sistina), dedicada a Maria Assunta ao Céu, é uma das capelas mais importantes do complexo do Palácio Apostólico, a residência oficial do Papa, situada na Cidade do Vaticano. Seu nome deriva do Papa Sisto IV, que a mandou restaurar entre os anos de 1473 e 1481. Desde então, a capela tornou-se um dos principais espaços religiosos e cerimoniais da Igreja Católica. Arquitetonicamente, a Capela Sistina foi concebida com inspiração no Templo de Salomão, conforme descrito no Antigo Testamento. Sua planta retangular, o teto abobadado e as proporções remetem à solenidade e transcendência do espaço sagrado. Destaca-se sua decoração em afrescos, pintada pelos maiores artistas da Renascença, incluindo Michelangelo, Rafael, Perugino e Sandro Botticelli.
A capela, projetada por Baccio Pontelli e construída sob supervisão de Giovannino de Dolci, tem o seu nome em homenagem ao Papa Sisto IV. Foi construída sobre as fundações da antiga Capela Magna, entre os anos de 1477 e 1480. Durante este período, uma equipe de pintores que incluiu Pietro Perugino, Sandro Botticelli e Domenico Ghirlandaio criaram uma série de painéis de afrescos que retratam a vida de Moisés e de Cristo, juntamente com retratos papais e da ancestralidade de Jesus. Estas pinturas foram concluídas em 1482, e em 15 de agosto de 1483, Sisto IV consagrou a primeira missa em honra a Nossa Senhora da Assunção.
Desde a época de Sisto IV, a capela serviu como um lugar tanto para religiosos, como funcionários para atividades papais. Hoje é o local onde se realiza o conclave, o processo pelo qual um novo Papa é escolhido.
A Capela Sistina é o espaço onde os cardeais se reúnem para escolher um novo papa, após uma renúncia ou morte, quando acontece uma "votação secreta" para a eleição do novo pontífice, e que acontece praticamente da mesma maneira desde o Século XIII.
A Capela Sistina transcende seu papel como local de culto, afirmando-se como um verdadeiro monumento à capacidade criativa humana. A intervenção de Michelangelo, tanto na abóbada quanto no Juízo Final, consolidou o espaço como um dos maiores tesouros artísticos do mundo. Ao longo dos séculos, a capela continuou a ser um ponto de referência para artistas, teólogos e estudiosos, permanecendo uma fonte inesgotável de fascínio e inspiração. Além de sua importância artística, possui uma profunda significância teológica. A iconografia da abóbada e do Juízo Final explora temas cruciais da fé cristã, como a criação, o pecado original, a redenção e o julgamento divino, refletindo não apenas as preocupações espirituais da época, mas também o poder da Igreja Católica como mediadora da salvação.

## Contexto histórico
A virada do Quattrocento para o Cinquecento foi um dos momentos mais marcantes para a história da arte ocidental. A Itália, com epicentro em Florença, deu ao mundo uma tal gama de geniais artistas que parece milagrosa. "Não há como explicar a existência do gênio. É preferível apreciá-lo", diz Gombrich, tentando entender por que tantos grandes mestres nasceram no mesmo período.

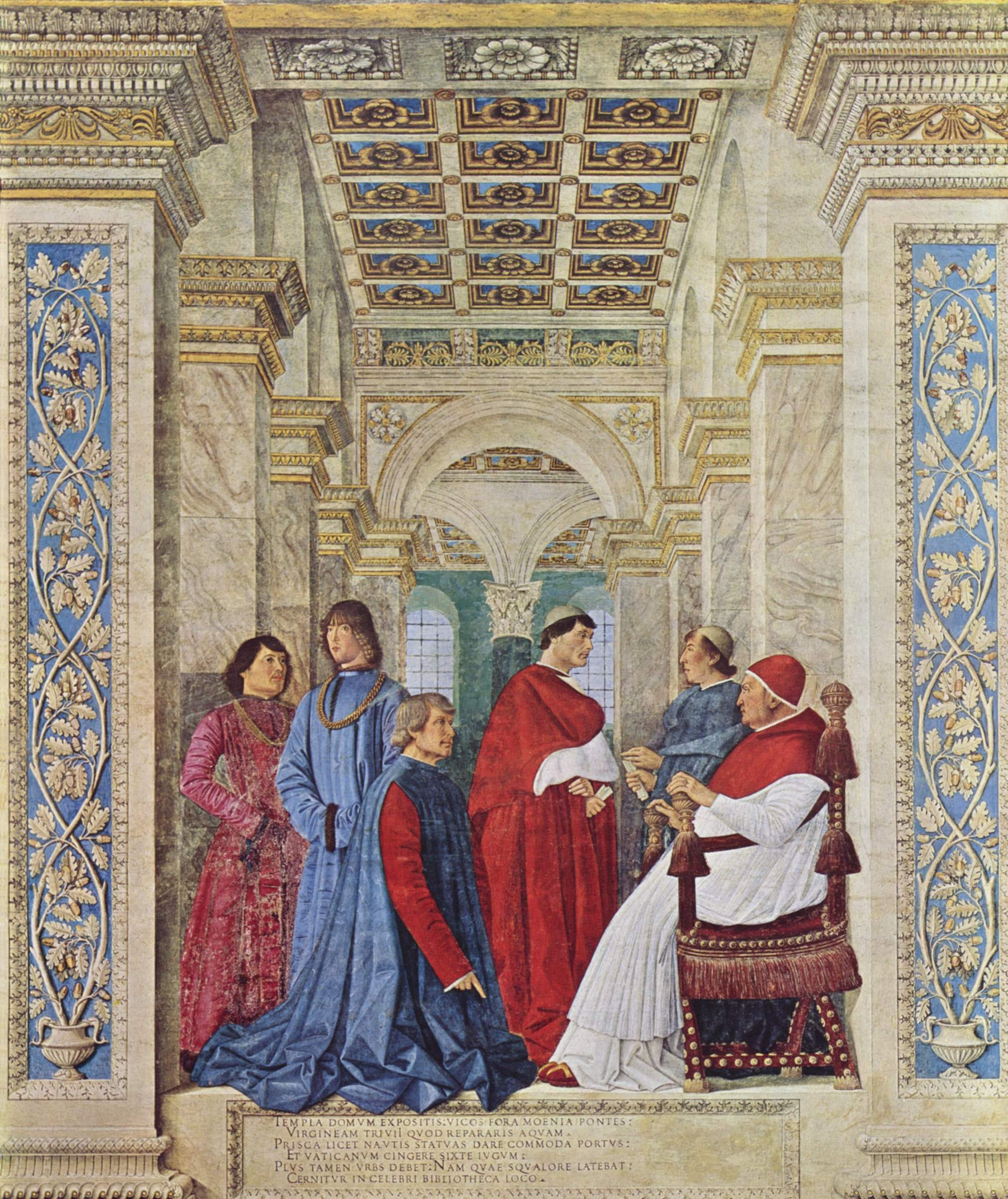
Sisto IV, por Melozzo da Forlì.

A Capela Sistina é um dos locais mais propícios para aquilatar a dimensão desta explosão criativa. Para a sua feitura concorreram os maiores nomes de que dispunha a Itália no momento.
Sisto IV, como parte da política que empreendia para o restabelecimento do prestígio e fortalecimento do papado, convocou a Roma os maiores artistas da Itália. Florença era o centro de excelência até então. De lá e da Úmbria vieram os maiores nomes, fato que deslocaria para Roma a capitalidade cultural, que atingiria o zênite algumas décadas depois, com a eleição de Júlio II para ocupar a Cátedra de São Pedro.
Para a história da cultura o significado do projeto e construção da Sistina é imenso, juntamente com as demais obras encomendadas por Sisto IV. Não somente porque marca o deslocamento da capitalidade cultural para Roma, mas por se tratar do ciclo pictórico de maior relevo da Itália no final do século XV, "constituindo além disso um documento inapreciável para observar as virtudes e os limites da pintura do Quattrocento".
Com exceção de Ghirlandaio, os pintores que nela assinalaram seus talentos avançam com a sua obra no século seguinte e os gênios que mudaram os rumos da pintura no período estão todos estreitamente relacionados com eles: Ghirlandaio fora mestre de Michelangelo; Rafael aprendiz de Perugino; e pelo atelier de Verrocchio passaram Leonardo, Perugino e Botticelli.
Mais que um liame entre o Quattrocento e o Cinquecento, esta geração de artistas "representa um ponto final, a constatação de uma crise. Algo que ficará manifesto pelo fato de que tanto Leonardo como Michelangelo construíram em boa medida suas respectivas linguagens sobre a negação da deles".

## Arquitetura e decoração
Baccio Pontelli foi o autor do projeto arquitetônico para a construção da capela. Este florentino era um dos responsáveis pela reformulação e revitalização urbanística que Sisto IV efetuava em Roma, tendo realizado dezenas de obras públicas.

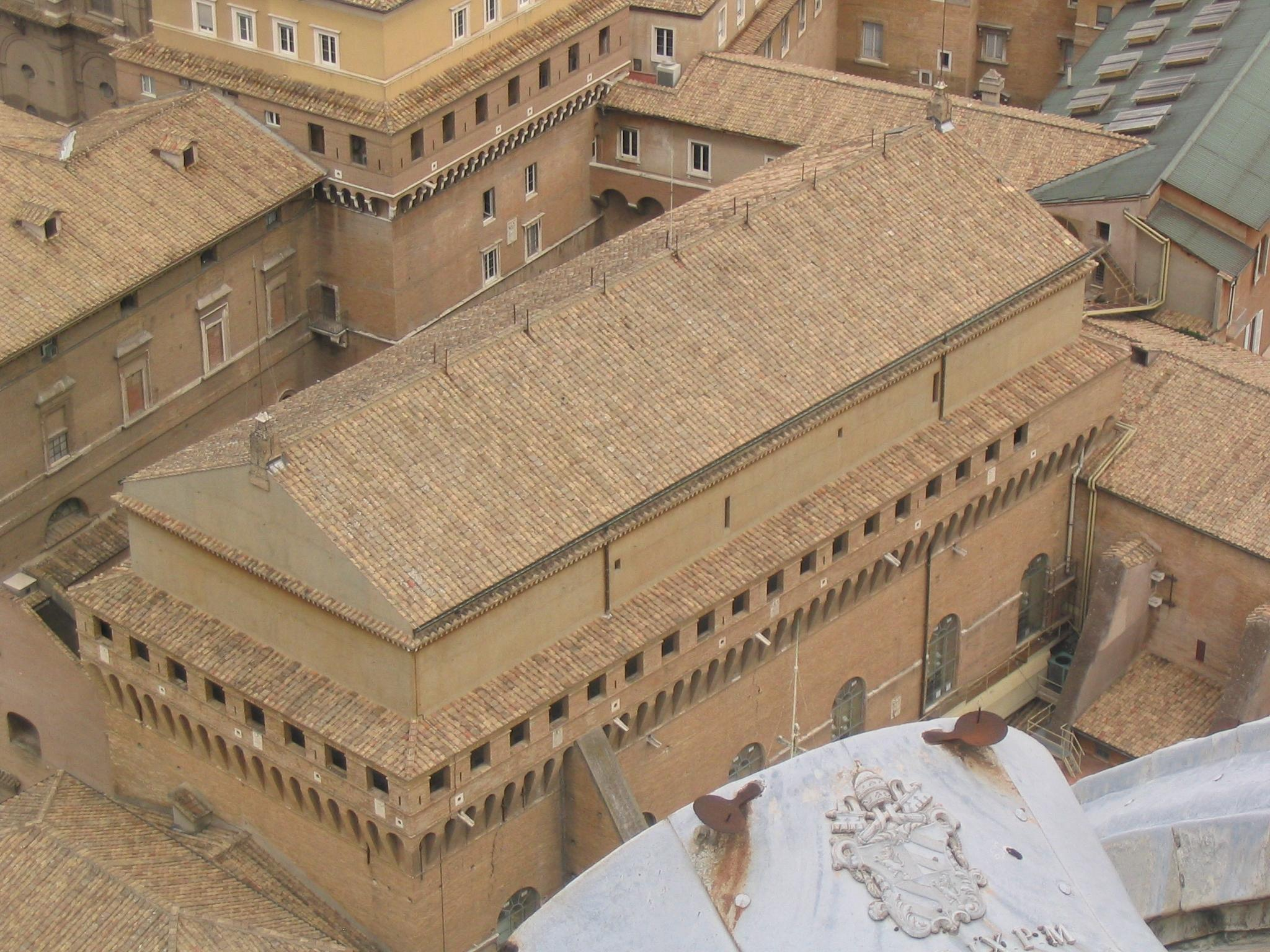
Vista externa da Capela Sistina do alto da Basílica de São Pedro.

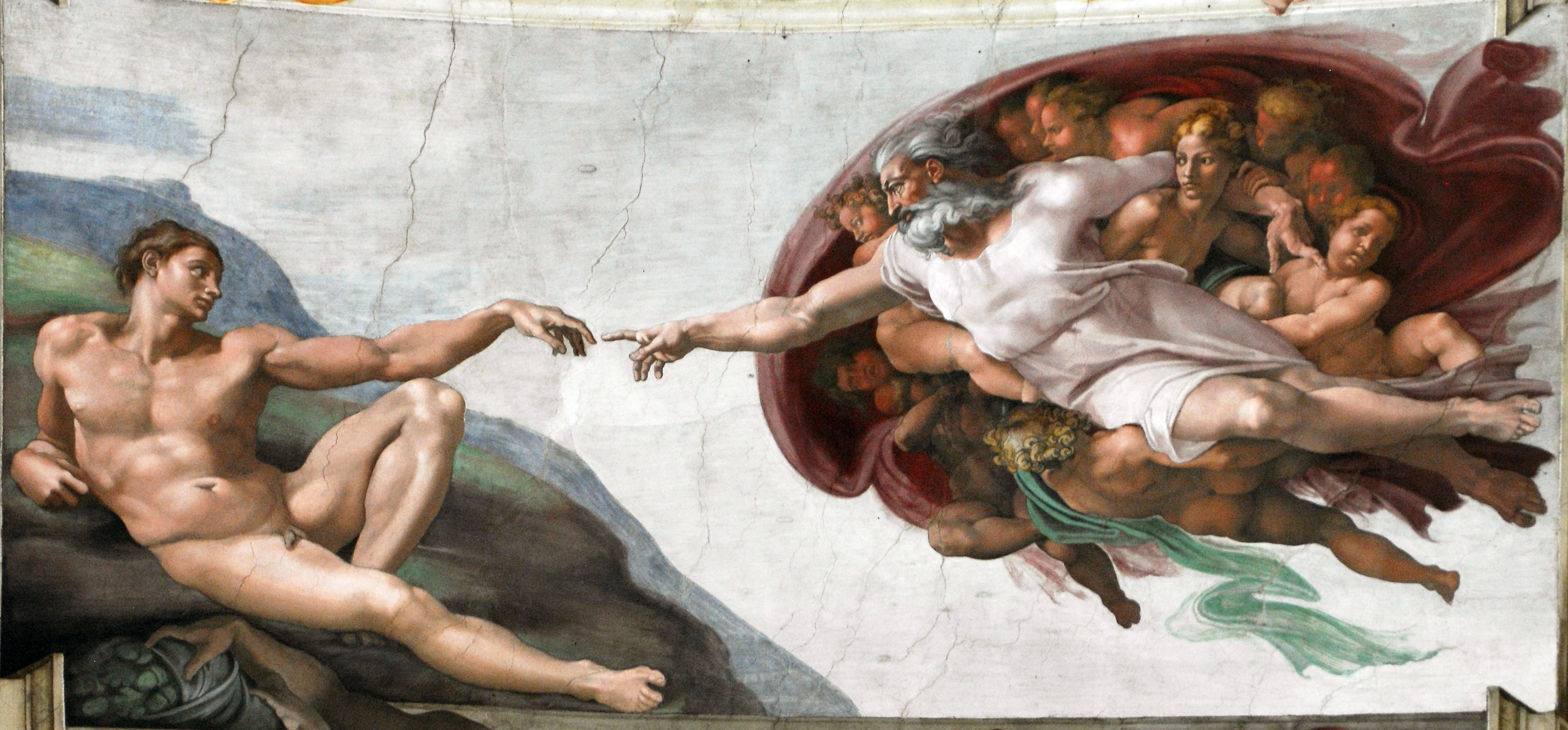
A Criação de Adão de Michelangelo.

No projeto, construído com a supervisão de Giovannino de Dolci entre 1473 e 1484, emprestaram seus dons: Perugino, Botticelli, Ghirlandaio, Rosselli, Signorelli, Pinturicchio, Piero di Cosimo, Bartolomeo della Gatta, Rafael e outros. Coroando este festival, alguns anos depois, um dos maiores gênios artísticos de todos os tempos: Michelangelo Buonarroti.
As dimensões do projeto de Baccio Pontelli tiveram como inspiração as descrições contidas no Antigo Testamento relativas ao Templo de Salomão. A sua forma é retangular medindo 40,93 m de longitude, 13,41 m de largura e 20,70 m de altura. Os numerosos artistas vestiram o seu interior, esculpindo e pintando as suas paredes, transformando-a em um estupendo e célebre lugar conhecido em todo o mundo pelas maravilhosas obras de arte que encerra.
Uma finíssima transenna de mármore, em que trabalharam Mino de Fiesole, Giovanni Dalmata e Andrea Bregno, divide a capela em duas partes desiguais. Os mesmos artistas levaram a cabo a construção do coro.
Internamente, as paredes, divididas por cornijas horizontais, apresentam três níveis:
- o primeiro nível, junto ao chão em mármore - que, em alguns setores, apresenta o característico marchetado cosmatesco - simula refinadas tapeçarias. No lado direito, próximo à transenna, está o coro;
- o intermediário é onde figuram os afrescos, narrando os episódios da vida de Cristo e de Moisés. A cronologia inicia-se a partir da parede do altar, onde se encontravam, antes da feitura do Juízo Final de Michelangelo, as primeiras cenas e um retábulo de Perugino representando a Virgem da Assunção, a quem foi dedicada a capela;
- o nível mais alto, onde estão as pilastras que sustentam os pendentes do teto. Acima da cornija estão situadas as lunettes, entre as quais foram alocadas as imagens dos primeiros papas.

### Afrescos
Afrescos inspirados em cenas do Antigo e do Novo Testamento decoram as paredes laterais, assim como o teto.

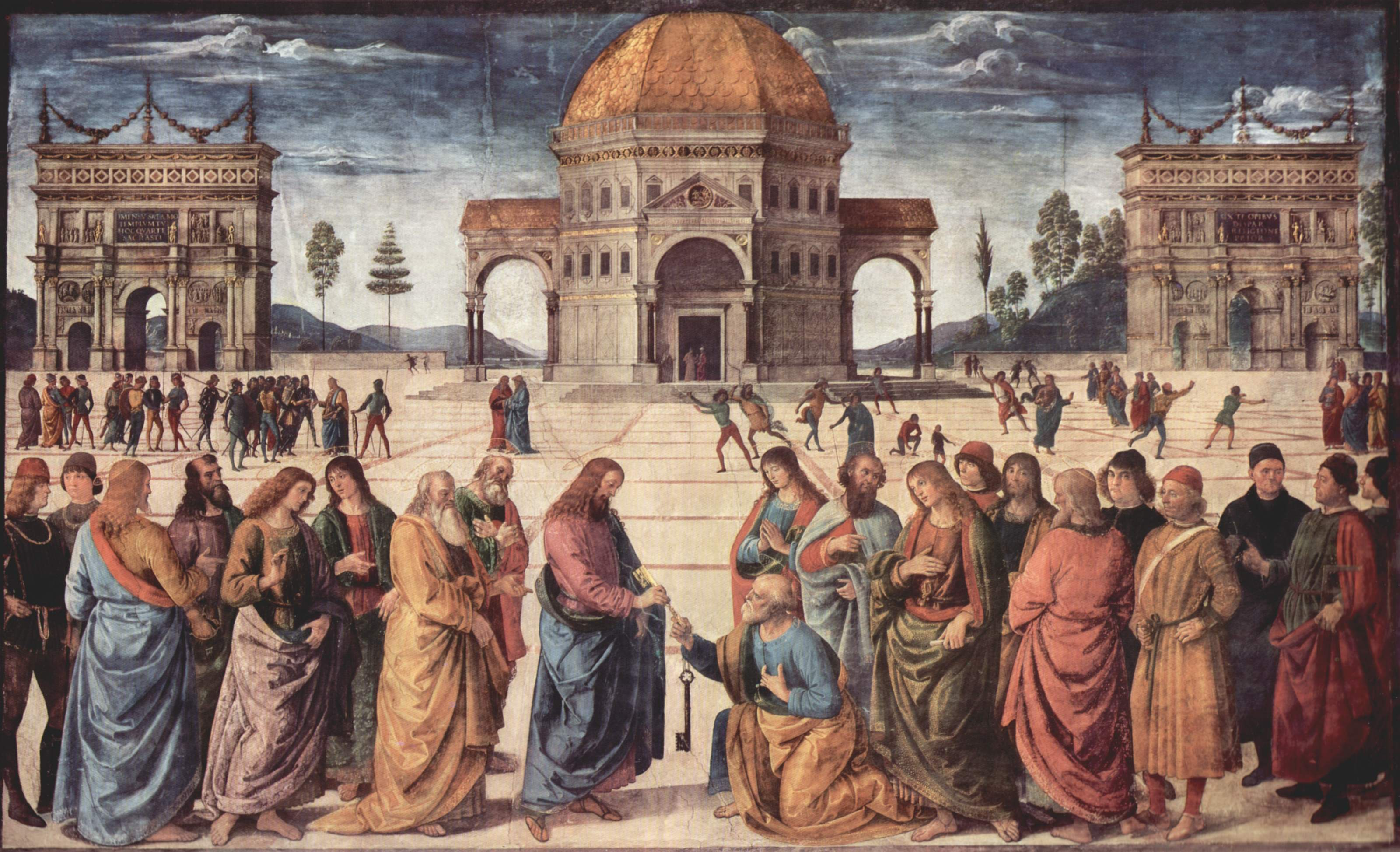
A Entrega das Chaves a São Pedro - Perugino.

Precisamente, na parede esquerda, a partir do altar, estão as cenas do Antigo Testamento a representar:
- 1 – Moisés a caminho do Egito e a circuncisão de seus filhos, obra de Pinturicchio;
- 2 – Cenas da Vida de Moisés, de Botticelli;
- 3 – Passagem do Mar Vermelho, de Cosimo Rosselli;
- 4 – Moisés no Monte Sinai e a Adoração do Bezerro de Ouro, de Rosselli;
- 5 – A Punição de Korah, Natan e Abiram, de Botticelli;
- 6 – A Morte de Moisés, de Lucas Signorelli.

Na parte direita, também a partir do altar, as cenas do Novo Testamento:
- 1 – O Batismo de Jesus, de Pinturicchio;
- 2 – Tentação de Cristo e a Purificação do Leproso, de Botticelli;
- 3 – Vocação dos Apóstolos, de Ghirlandaio;
- 4 – Sermão da Montanha, de Rosselli;
- 5 – A Entrega das Chaves a São Pedro, de Perugino;
- 6 – A Última Ceia, de Rosselli.

Entre as janelas, seis de cada lado, figuram 24 retratos de papas, pintados por Botticelli, Ghirlandaio e Fra Diamante. Na abóbada estão os famosos afrescos de Michelangelo, pintados entre 1508 e 1512. O mesmo artista realizaria entre os anos de 1535 e 1541, na parede do altar, o Juízo Final.
Rafael realizou uma série de tapeçarias que, em ocasiões especiais, vestem as paredes.

### As cenas de Botticelli
Botticelli, o talentoso discípulo de Filippino Lippi, exercia seu ofício em Florença. Chamado a Roma por Sisto IV para a decoração da capela, ali executou entre 1481 e 1482 alguns afrescos: A Punição de Korah, Dathan e Abiram; Tentação de Cristo e a Purificação do Leproso e Cenas da Vida de Moisés.
Cenas da Vida de Moisés, afresco medindo 348 cm x 558 cm, é a obra mais complexa. Botticelli teve que se empenhar para entrelaçar os diversos episódios que ali figuram numa narrativa bem articulada. O quadro tem certas irregularidades. É mais apreciado em virtude de detalhes isolados do que pelo conjunto. Os episódios estão narrados no Livro do Êxodo, capítulos II, III e XIII.
A Punição de Korah, medindo 348,5 cm x 570 cm, é a representação da narrativa contida no Livro dos Números, capítulo XVI, onde Korah, subleva 250 000 hebreus contra a autoridade de Moisés e de seu irmão Aarão.
Tentação de Cristo e a Purificação do Leproso, medindo 345,5 cm x 555 cm, ilustra as três tentações de Cristo no deserto e a cura do leproso narradas no Evangelho de Mateus, capítulos IV e VIII. No centro do quadro vê-se o edifício do Hospital do Santo Espírito mandado construir por Sisto IV.

### O teto da Capela Sistina (Michelangelo)

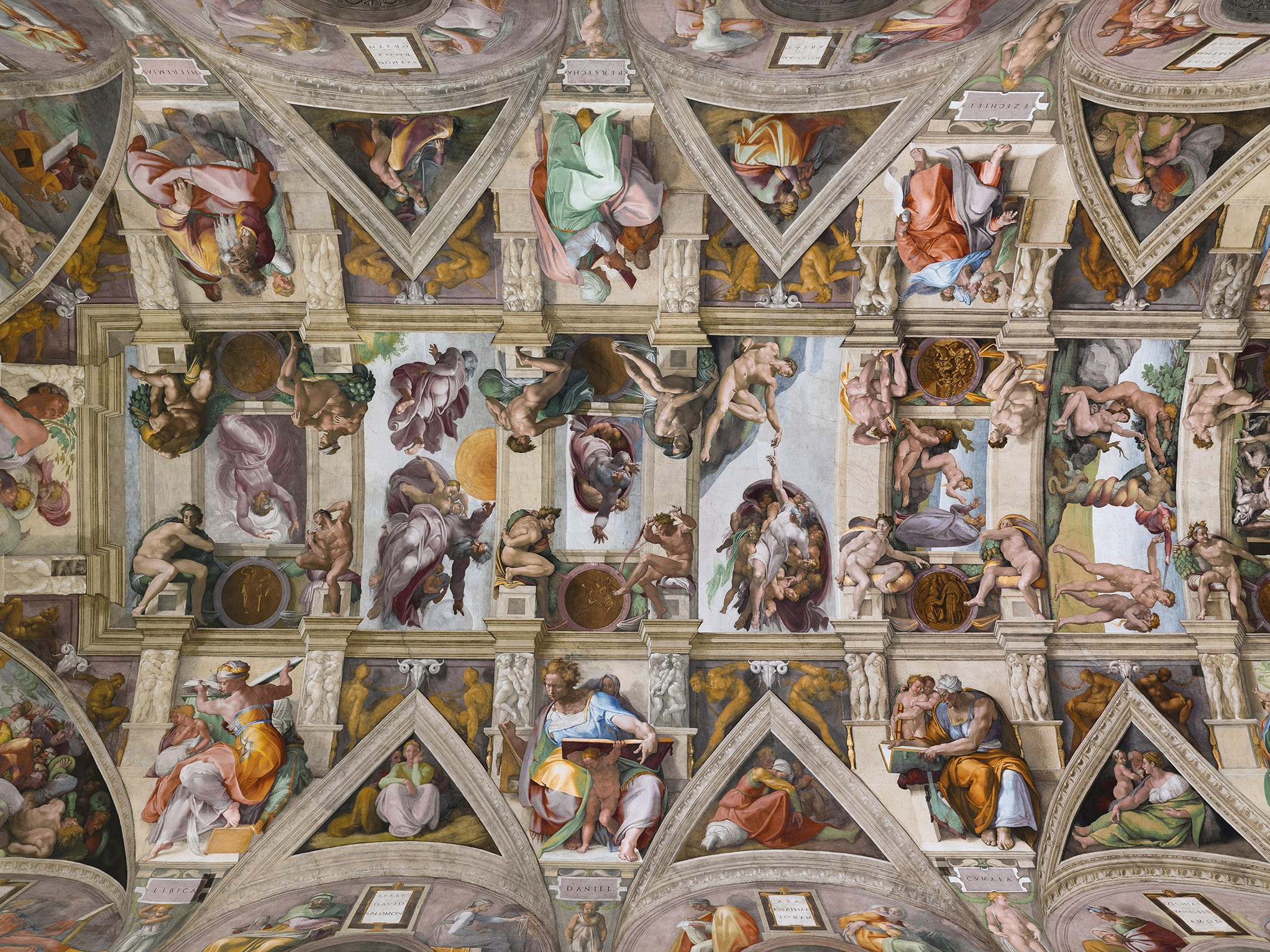
Vista do teto da Capela Sistina, projetada por Michelangelo

Na realização desta grandiloquente obra concorreram amor e ódio. Segundo consta, Michelangelo teria feito este trabalho contrariado, convencido que era mais um escultor que um pintor. Encarregado pelo Papa Júlio II, sobrinho de Sisto IV, de pintar o teto da capela, julgou ser um conluio de seus rivais para desviá-lo da obra para a qual havia sido chamado a Roma: o mausoléu do Papa. Mas dedicou-se à tarefa e o fez com tanta maestria que praticamente ofuscou as obras primas de seus antecessores na empresa. Os afrescos no teto da Capela Sistina são, de fato, um dos maiores tesouros artísticos da humanidade.

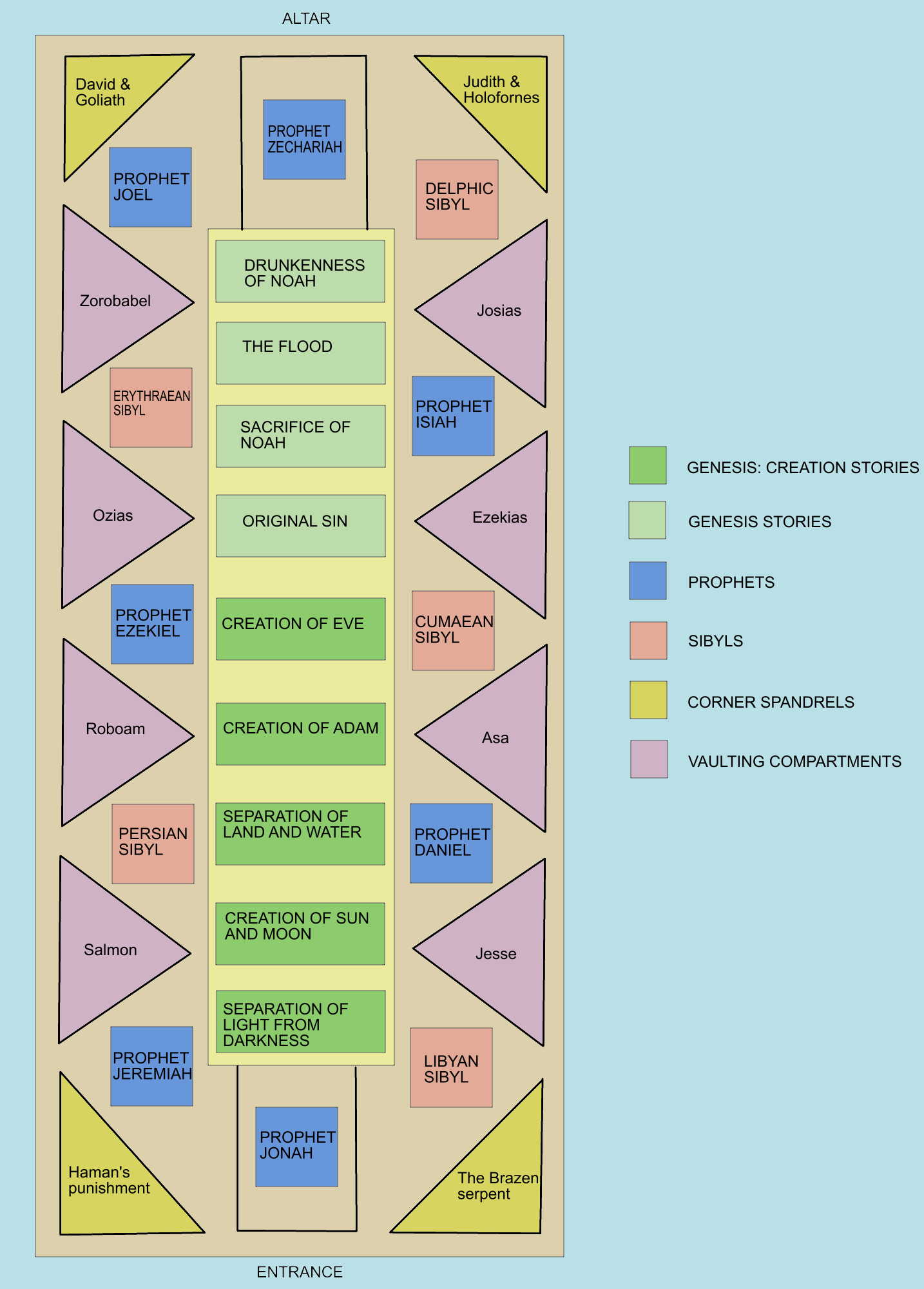
Diagrama.

É difícil acreditar que tenha sido obra de um só homem, pois dispensara os assistentes que havia contratado inicialmente, insatisfeito com a produção destes, e que o mesmo ainda encontraria forças para retornar ao local, duas décadas depois, e pintar na parede do altar, sacrificando, inclusive, alguns afrescos de Perugino, o Juízo Final, entre 1535 e 1541, já sob o pontificado de Paulo III.
A superfície da abóbada foi dividida em áreas concebendo-se arquitetonicamente o trabalho de maneira que resultasse numa articulação do espaço entremeado por pilares. Nas áreas triangulares alocou as figuras de profetas e sibilas; nas retangulares, os episódios do Gênesis. Para entender estas últimas deve-se atentar para as que tocam a parede do fundo:
- Deus separando a Luz das Trevas;
- Deus criando o Sol e a Lua;
- Deus separando a terra das águas;
- A Criação de Adão;
- A Criação de Eva
- O Pecado Original e a Expulsão do Paraíso;
- O Sacrifício de Noé;
- O Dilúvio Universal.

### O Juízo Final (Michelangelo)

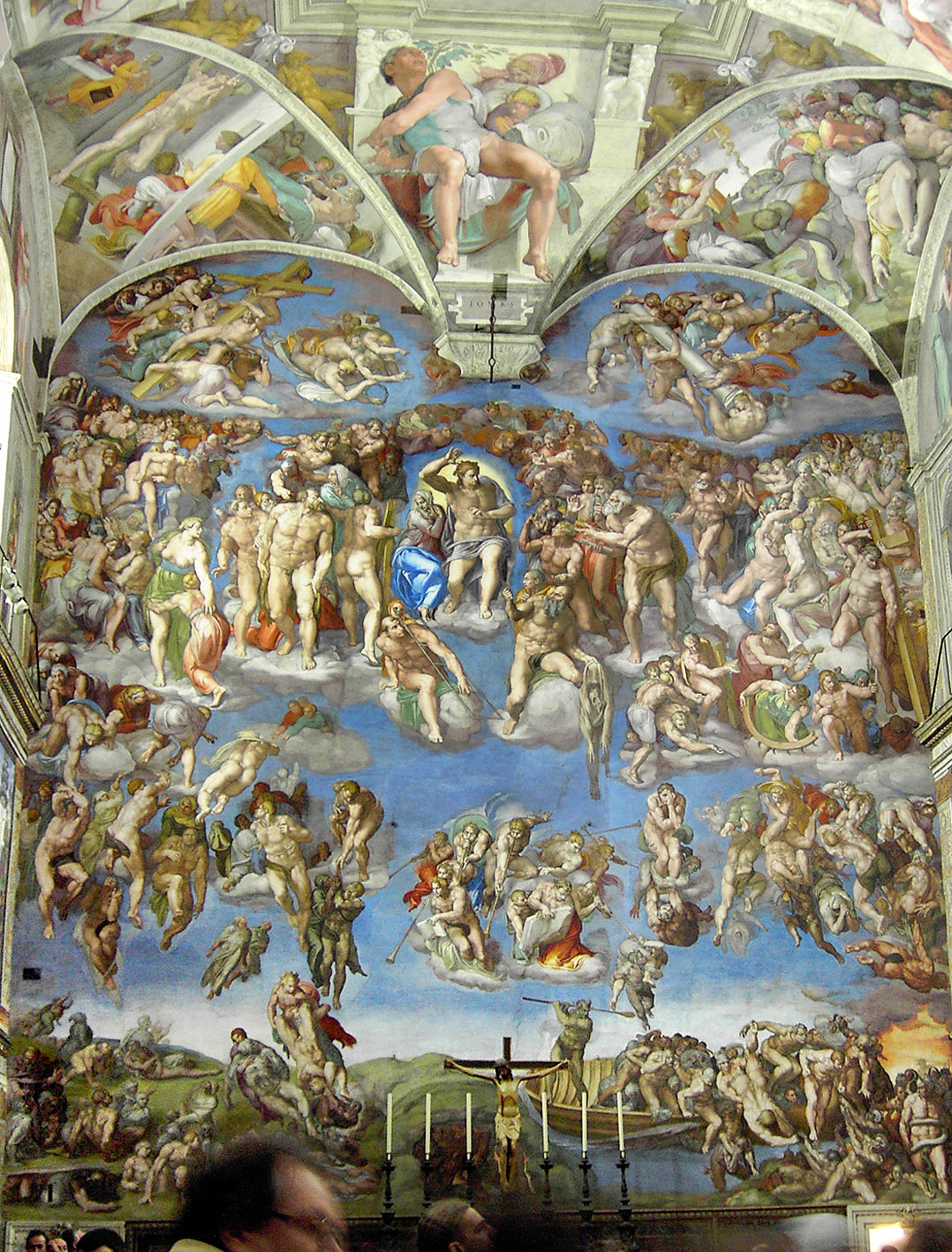
O Juízo Final.

A parede do altar foi destinada a conservar a maior pintura na qual Michelangelo dedicou, desde 1534, todo seu engenho e força: o Juízo Final.
O afresco ocupa inteiramente a parede atrás do altar. Para sua execução, duas janelas foram fechadas e algumas pinturas da época de Sisto IV apagadas: os primeiros retratos de papas; a primeira cena da vida de Cristo e a primeira da vida de Moisés. Uma imagem da Virgem da Assunção de Perugino, e os afrescos das duas lunettes, onde o próprio Michelangelo havia pintado os ancestrais de Cristo.
A grandiosidade da personalidade do grande mestre se revela aqui, com toda sua potência, devido sobretudo à concepção e a força de realização da obra.
Aqui, o "Pai do Barroco", como querem alguns, já desnuda de forma marcante os novos rumos que o artista imprimira em sua arte. A liberdade em relação aos cânones anteriores, da chamada Alta Renascença, manifesta-se na rigorosa maneira com que trata a figura humana. O que o levaria a ser chamado o terribile por seus contemporâneos.
Michelangelo expressa vigorosamente o conceito de Justiça Divina, severa e implacável em relação aos condenados. O Cristo, parte central da composição, é o Juiz dos eleitos que sobem ao Céu por sua direita, enquanto os condenados, abaixo de sua esquerda esperam Caronte e Minos.
A ressurreição dos mortos e os anjos tocando trombetas completam a composição.

## A polémica do restauro
No último quartel do século XX, obras empreendidas no teto da Capela Sistina no intuito de recuperar o brilho original do tempo de Michelangelo foram motivo de inúmeras controvérsias.
Restauros vinham sendo feitos ao longo dos anos, e desde a década de 1960 já se trabalhava nos frescos mais antigos. O projeto mais audacioso, a cargo do restaurador Gianluigi Colalucci, iniciou-se em 1979 com a limpeza da parede do altar: o Juízo Final, de Michelangelo.
Durante este período a capela esteve fechada ao público que visita o Museu do Vaticano - cerca de três milhões de visitantes por ano - só voltando a ser reaberta em 8 de abril de 1994.

## Conclaves
Na Capela Sistina são realizados há muitos séculos os conclaves, a reunião do Colégio dos Cardeais, para a eleição de um novo Papa da Igreja Católica Apostólica Romana.
Na sequência, encontra-se a listagem das eleições já realizadas sob abrigo desta capela:
| Conclave                     | Datas                 | Duração  | Cardeal Eleito                          | Papa                         |
| ---------------------------- | --------------------- | -------- | --------------------------------------- | ---------------------------- |
| Conclave de 1492             | 06/08-10/08           | 4 dias   | Rodrigo Borgia                          | Alexandre VI                 |
| Conclave de setembro de 1503 | 16/08-16/09           | 31 dias  | Francesco Todeschini Piccolomini        | Pio III                      |
| Conclave de outubro de 1503  | 31/10-01/11           | 1 dia    | Giuliano della Rovere                   | Júlio II, O.F.M.             |
| Conclave de 1513             | 04/03-19/03           | 15 dias  | Giovanni di Lorenzo de' Medici          | Leão X                       |
| Conclave de 1521-1522        | 27/12/1521-09/01/1522 | 13 dias  | Adriano Floriszoon Boeyens              | Adriano VI                   |
| Conclave de 1523             | 01/10-19/11           | 49 dias  | Giulio di Giuliano de' Medici           | Clemente VII                 |
| Conclave de 1534             | 11/10-13/10           | 2 dias   | Alessandro Farnese                      | Paulo III                    |
| Conclave de 1549-1550        | 25/11-07/02/1550      | 74 dias  | Giovanni Maria Ciocchi Del Monte        | Júlio III                    |
| Conclave de abril de 1555    | 05/04-07/04           | 2 dias   | Marcelo Cervini                         | Marcelo II                   |
| Conclave de maio de 1555     | 15/05-23/05           | 8 dias   | Gian Petro Carafa                       | Paulo IV, C.R.               |
| Conclave de 1559             | 05/09-26/12           | 112 dias | Giovanni Angelo Medici                  | Pio IV                       |
| Conclave de 1565-1566        | 20/12/1565-07/01/1566 | 18 dias  | Michele Ghislieri                       | São Pio V, O.P.              |
| Conclave de 1572             | 12/05-13/05           | 1 dia    | Ugo Boncompagni                         | Gregório XIII                |
| Conclave de 1585             | 21/04-24/04           | 3 dias   | Felice Peretti                          | Sixto V, O.F.M.Conv.         |
| Conclave de setembro de 1590 | 07/09-15/09           | 8 dias   | Giovanni Battista Castagna              | Urbano VII                   |
| Conclave do outono de 1590   | 08/10-05/12           | 58 dias  | Niccolò Sfrondrati                      | Gregório XIV                 |
| Conclave de 1591             | 27/10-03/11           | 7 dias   | Giovanni Antonio Facchinetti            | Inocêncio IX                 |
| Conclave de 1592             | 10/01-30/01           | 20 dias  | Ippolito Aldobrandini                   | Clemente VIII                |
| Conclave de março de 1605    | 14/03–01/04           | 18 dias  | Alessandro Ottaviano de' Medici         | Leão XI                      |
| Conclave de maio de 1605     | 08/05–16/05           | 8 dias   | Camilo Borghese                         | Paulo V                      |
| Conclave de 1621             | 08/02–09/02           | 1 dia    | Alessandro Ludovici                     | Gregório XV                  |
| Conclave de 1623             | 19/07–06/08           | 18 dias  | Maffeo Barberini                        | Urbano VIII                  |
| Conclave de 1644             | 09/08–15/09           | 37 dias  | Giovanni Battista Pamphilj              | Inocêncio X                  |
| Conclave de 1655             | 18/01–07/04           | 79 dias  | Fabio Chigi                             | Alexandre VII                |
| Conclave de 1667             | 02/06–20/06           | 18 dias  | Guilio Rospigliosi                      | Clemente IX                  |
| Conclave de 1669-1670        | 20/12/1669–29/04/1670 | 130 dias | Emilio Altieri                          | Clemente X                   |
| Conclave de 1676             | 02/08–21/09           | 50 dias  | Benedetto Odescalchi                    | Beato Inocêncio XI           |
| Conclave de 1689             | 23/08–06/10           | 44 dias  | Pietro Voti Ottoboni                    | Alexandre VIII               |
| Conclave de 1691             | 12/02–21/07           | 159 dias | Antonio Pignatelli                      | Inocêncio XII                |
| Conclave de 1700             | 09/10–23/11           | 45 dias  | Giovanni Francesco Albani               | Clemente XI                  |
| Conclave de 1721             | 31/03–08/05           | 38 dias  | Michelangelo dei Conti                  | Inocêncio XIII               |
| Conclave de 1724             | 20/03–29/05           | 70 dias  | Pietro Francesco Orsini                 | Bento XIII, O.P.             |
| Conclave de 1730             | 05/03–07/04           | 33 dias  | Lorenzo Corsini                         | Clemente XII                 |
| Conclave de 1740             | 18/02–17/08           | 181 dias | Prospero Lorenzo Lambertini             | Bento XIV                    |
| Conclave de 1758             | 15/05-06/07           | 52 dias  | Carlo della Torre Rezzonico             | Clemente XIII                |
| Conclave de 1769             | 15/02–19/05           | 93 dias  | Giovanni Vicenzo Antonio Ganganelli     | Clemente XIV, O.F.M.Conv.    |
| Conclave de 1774-1775        | 05/10/1774–15/02/1775 | 133 dias | Giovanni Angelo Brachi                  | Pio VI                       |
| Conclave de 1823             | 02/09–28/09           | 26 dias  | Annibale Sermattei della Genga          | Leão XII                     |
| Conclave de 1829             | 24/02–31/03           | 35 dias  | Francesco Severino Castiglione          | Pio VIII                     |
| Conclave de 1830-1831        | 14/12/1830–02/02/1831 | 50 dias  | Bartolomeu Albert Cappellari            | Gregório XVI, O.S.B. Cam.    |
| Conclave de 1846             | 14/06–16/06           | 2 dias   | Giovanni Maria Mastai-Ferretti          | Beato Pio IX, O.F.S., A.S.C. |
| Conclave de 1878             | 18/02–20/02           | 2 dias   | Gioacchino Vicenzo Raffaele Luigi Pecci | Leão XIII, O.F.S.            |
| Conclave de 1903             | 31/07–04/08           | 4 dias   | Giuseppe Melchiorre Sarto               | São Pio X, O.F.S.            |
| Conclave de 1914             | 31/08–03/09           | 3 dias   | Giacomo della Chiesa                    | Bento XV, O.F.S.             |
| Conclave de 1922             | 02/02–06/02           | 4 dias   | Achille Ratti                           | Pio XI, O.F.S.               |
| Conclave de 1939             | 01/03–02/03           | 1 dia    | Eugenio Pacelli                         | Pio XII, O.P.                |
| Conclave de 1958             | 25/10–28/10           | 3 dias   | Angelo Giuseppe Roncalli                | São João XXIII, O.F.S.       |
| Conclave de 1963             | 19/06–21/06           | 2 dias   | Giovanni Battista Montini               | São Paulo VI, O.F.S.         |
| Conclave de agosto de 1978   | 25/08–26/08           | 1 dia    | Albino Luciani                          | João Paulo I                 |
| Conclave de outubro de 1978  | 14/10–16/10           | 2 dias   | Karol Józef Wojtyła                     | São João Paulo II            |
| Conclave de 2005             | 18/04–19/04           | 1 dia    | Joseph Alois Ratzinger                  | Bento XVI                    |
| Conclave de 2013             | 12/03–13/03           | 1 dia    | Jorge Mario Bergoglio                   | Francisco, S.J.              |
| Conclave de 2025             | 07/05-08/05           | 1 dia    | Robert Francis Prevost                  | Papa Leão XIV, O.S.A.        |

## Anatomia humana nos afrescos
Nas últimas décadas, médicos de diferentes áreas têm defendido a tese que, entre os afrescos, Michelangelo retratou órgãos humanos disfarçados entre as figuras. Em 1990, Frank Lynn Meshberger publicou um artigo no Journal of the American Medical Association, indicando a semelhança entre a cena A Criação de Adão a um corte do cérebro humano. Em 2000, o nefrologista Garabed Ekynoyan identificou um rim direito no manto da figura de Deus em A Separação das Águas da Terra. Em 2004, o médico Gilson Barreto e o químico Marcelo de Oliveira publicaram o livro A Arte Secreta de Michelangelo identificando um órgão diferente em cada uma das 38 cenas do afresco.